# Кот Бегемот
Кот Бегемот — персонаж романа «Мастер и Маргарита», кот-оборотень и любимый шут Мастера Воланда.
Этимологически похоже слово связано с древнееврейским «бегемот» (евр. בְּהֵמוֹת). 
Знаменит своими словами, сказанными чекистам (сотрудникам НКВД), явившимся, чтобы арестовать «фокусников» (Воланда и его свиту — они понятия не имели о том, с кем имеют дело) в Москве в «нехорошей квартире» по адресу Большая Садовая, 302-бис, кв. № 50:

Не шалю, никого не трогаю, починяю примус…

Единственно, что может спасти смертельно раненного кота, — это глоток бензина…

## Происхождение образа
Согласно «Булгаковской энциклопедии», источником для создания персонажа М. А. Булгакову послужила книга И. Я. Порфирьева «Апокрифические сказания о ветхозаветных лицах и событиях» (М., 1872), в которой упоминалось морское чудовище Бегемот, обитающее в невидимой пустыне «на востоке от сада, где жили избранные и праведные». Помимо неё, М. А. Булгаков использовал книгу М. А. Орлова «История сношений человека с дьяволом» (М., 1904), выписки из которой сохранились в архиве писателя.
Бегемот в демонологической традиции — это демон чревоугодия (обжорство Бегемота в Торгсине). Булгаков иронизирует над посетителями валютного магазина, в том числе и над самим собой. На валюту, полученную от зарубежных постановщиков булгаковских пьес, драматург с женой иногда делали покупки в Торгсине. Оказавшись в этом магазине, они наблюдали, как советские люди, словно обуянные демоном, накупали себе деликатесов.
Вторая жена Булгакова Л. Е. Белозерская свидетельствовала, что прототипом Бегемота стал их домашний кот Флюшка. По утверждению литературоведа Мариэтты Чудаковой, одними из «дальних литературных предков» Бегемота может являться гофмановский кот Мурр — именно от последнего член свиты мессира унаследовал «своё забавное самодовольство».

## Характеристика образа
В конце романа Бегемот предстаёт перед читателем в облике печального пажа, обречённого на вечные скитания со своим господином. Б. М. Соколов указывает на возможную аллюзию на «легенду о жестоком рыцаре» из повести С. С. Заяицкого «Жизнеописание Степана Александровича Лососинова» (1928). Литературовед А. Барков высказал предположение, что «прототипом юного рыцаря-пажа в облике кота Бегемота» был профессиональный пианист Николай Буренин, он же член вооружённого подполья РСДРП(б) «Герман».
В финале Бегемот, как и другие представители потусторонних сил, исчезает перед восходом солнца в горном провале пустынной местности перед садом, где уготован вечный приют Мастеру и Маргарите — «праведным и избранным».

## Похождения кота
- Бегемот — один из подручных Воланда, предстающий в образе огромного чёрного кота. В Библии Бегемот приводится как пример непостижимости божественного творения; в то же время Бегемот — одно из традиционных наименований демона, приспешника сатаны.
- Бегемот — оборотень, может находиться в образе «громадного как боров чёрного кота с кавалерийскими усами, ходящего на задних лапах», но может также выступать в виде «низкорослого толстяка в рваной кепке», «с кошачьей рожей». В облике человека Бегемот устраивает переполох в здании Зрелищной инспекции, пожар в Торгсине и Доме Грибоедова, избивает Варенуху в общественном нужнике. Однако в подавляющем большинстве эпизодов выступает в кошачьем естестве, поражая людей совершенно человеческими манерами.
- Бегемот в романе Булгакова комично сочетает склонность к философствованию и «интеллигентные» повадки с жуликоватостью и агрессивностью. Впервые он возникает в сцене погони Ивана Бездомного за Воландом, причём уезжает от погони на сцепке трамвая; затем перед испуганным Стёпой Лиходеевым пьёт водку, закусывая её маринованным грибом; вместе с Азазелло избивает Варенуху.
- Перед сеансом чёрной магии Бегемот поражает присутствующих, наливая и выпивая стакан воды из графина; во время сеанса по приказу Коровьева (Фагота) отрывает голову конферансье Жоржа Бенгальского, затем водворяет её на место; в конце сеанса, в разгар начавшегося скандала Бегемот приказывает дирижёру оркестра «урезать марш». После посещения Бегемотом кабинета председателя Зрелищной комиссии вместо самого председателя в его кресле остаётся лишь оживший костюм.
- Поплавскому, посещающему квартиру покойного Берлиоза, Бегемот сообщает, что это он дал Поплавскому телеграмму в Киев, а также проверяет у того документы.
- Бегемот крадёт из гроба голову Берлиоза. При появлении Маргариты в спальне Воланда Бегемот играет с хозяином в шахматы, причём, проигрывая, пытается прибегнуть к жульничеству, а также пускается в демагогические рассуждения.
- Бегемот даёт сигнал к началу бала, а во время приёма гостей сидит у левой ноги Маргариты. Он пытается спорить с Маргаритой относительно того, повинен ли в детоубийстве Фриды соблазнивший её хозяин кафе. Во время бала Бегемот купается в бассейне с коньяком.
- За ужином после бала Бегемот угощает Маргариту спиртом и пьёт сам:

 — Ноблесс оближ, — заметил кот и налил Маргарите какой-то прозрачной жидкости в лафитный стакан.
 — Это водка? — слабо спросила Маргарита.
Кот подпрыгнул на стуле от обиды.
 — Помилуйте, королева, — прохрипел он, — разве я позволил бы себе налить даме водки? Это чистый спирт!

- При этом Бегемот рассказывает небылицы, «соревнуется» с Азазелло в меткости стрельбы, убивает сову и ранит Геллу. Реплики Бегемота пародийно отстраняют слова Воланда, и раздражённый Азазелло заявляет по поводу кота, что его «хорошо бы утопить».

- Бегемот диктует Гелле справку для Николая Ивановича, ставит печать с надписью «уплочено», и вместе с другими встречает Маргариту. В дальнейшем в квартире № 50 встречает с примусом в лапах пришедших с облавой чекистов, объявляет, что «кот древнее и неприкосновенное животное» и устраивает шутовскую перестрелку.
- Вместе с Коровьевым он посещает магазин Торгсина и ресторан Грибоедова, причём оба визита также заканчиваются пожарами, устроенными Бегемотом. В сцене на Воробьёвых горах Бегемот издаёт свист, подобный ветру.
- Во время последнего полёта он принимает свой истинный облик: «худенького юноши, демона-пажа, лучшего шута, какой существовал когда-либо в мире».
- Деятельность Бегемота служит причиной того, что уже после исчезновения Воланда со свитой по всей стране начинают вылавливать и истреблять чёрных котов. Согласно тексту романа, их было уничтожено около ста.

## Память
- В Киеве был ресторан «Мясоедофф» на Андреевском спуске, на одно здание ниже Музея Булгакова. На фасаде находилась памятная доска в честь Кота Бегемота. Ресторан был закрыт после 2006 года[6].

- В Армавире находится памятник, посвящённый армавирскому коту, персонажу романа «Мастер и Маргарита», который безвинно пострадал, принятый за кота Бегемота, подручного Воланда[7].

## Образ кота Бегемота в кинематографе и театре
| Название                          | Страна         | Год  | Режиссёр                       | В роли кота Бегемота                                       | Примечания                     |
| --------------------------------- | -------------- | ---- | ------------------------------ | ---------------------------------------------------------- | ------------------------------ |
| Никогда не отвлекайтесь на работе | СССР           | 1976 | Виталий Фетисов                | Виктор Юшин                                                | короткометражный кинофельетон  |
| Мастер и Маргарита                | СССР           | 1977 | Юрий Любимов                   | Юрий Смирнов Феликс Антипов Расми Джабраилов               | спектакль                      |
| Мастер                            | СССР           | 1987 | Ольга Кознова                  | Дмитрий Кознов                                             | документальный фильм           |
| Мастер и Маргарита                | Польша         | 1988 | Мацей Войтышко                 | Збигнев Замаховский, Марек Пысь, Марек Голембёвский        |                                |
| Мастер и Маргарита                | Россия         | 1994 | Юрий Кара                      | Виктор Павлов                                              |                                |
| Роковые яйца                      | Россия · Чехия | 1995 | Сергей Ломкин                  | Роман Мадянов                                              | комедийно-фантастический фильм |
| Мастер и Маргарита                | Россия         | 2005 | Владимир Бортко                | Александр Баширов и Вано Миранян (озвучивает Семён Фурман) | телесериал                     |
| Мастер и Маргарита                | Венгрия        | 2005 | Ибойя Фекете                   | Петер Шерер                                                | короткометражный фильм         |
| Мастер и Маргарита                | Россия         | 2009 | Леонид Полонский Игорь Бунаков | Сергей Сорокин                                             | мюзикл                         |
| Мастер и Маргарита                | Россия         | 2024 | Михаил Локшин                  | Юра Борисов мейн-кун Кеша                                  |                                |

## Образ в музыке
- Песня «Кот Бегемот» (исполняет Лариса Долина)
- Песня «Кот Бегемот» группы Арктида